# Копли, Джон (1875—1950)
Джон Копли при рождении – Герберт Кроуфорд
(англ.John Copley ; 25 июня 1875, Манчестер — 17 июля 1950, Лондон) – британский художник. Член Королевской академии художеств в Лондоне. Серебряный призёр Конкурса искусств на летних Олимпийских играх 1948 в категории Гравюры и офорты.
Учился живописи в Манчестерской художественной школе и лондонской Королевской академии художеств. Вместе с Джозефом Пеннеллом был одним из основателей Сенефельдерского клуба литографовс [910 по 1919 год был его почётным секретарём.
Там встретил свою будущую жену Этель Леонтин Габен, от которой у него было двое сыновей. Провёл 10 лет в Италии, прежде чем вернуться в Лондон.
Художник-акварелист, литограф.  С 1920-х годов обратился к офорту. В 1948 году был избран президентом Королевского общества британских художников. 

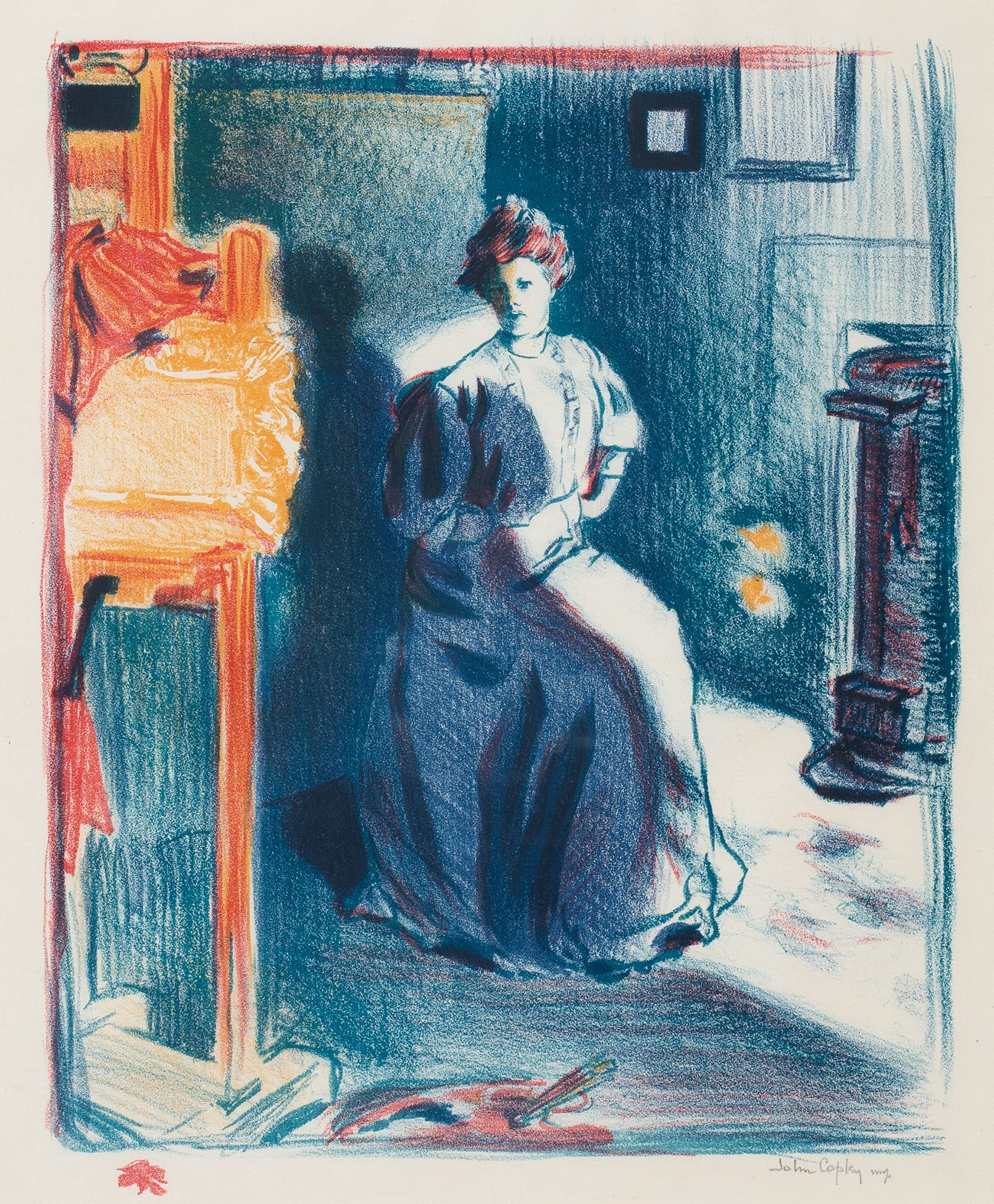
При дневном свете

Во время Второй мировой войны работал официальным военным художником.
В свои 73 года был самым старым обладателем олимпийской медали. 1948 год стал последними Играми, на которых проводились художественные конкурсы.

## Галерея

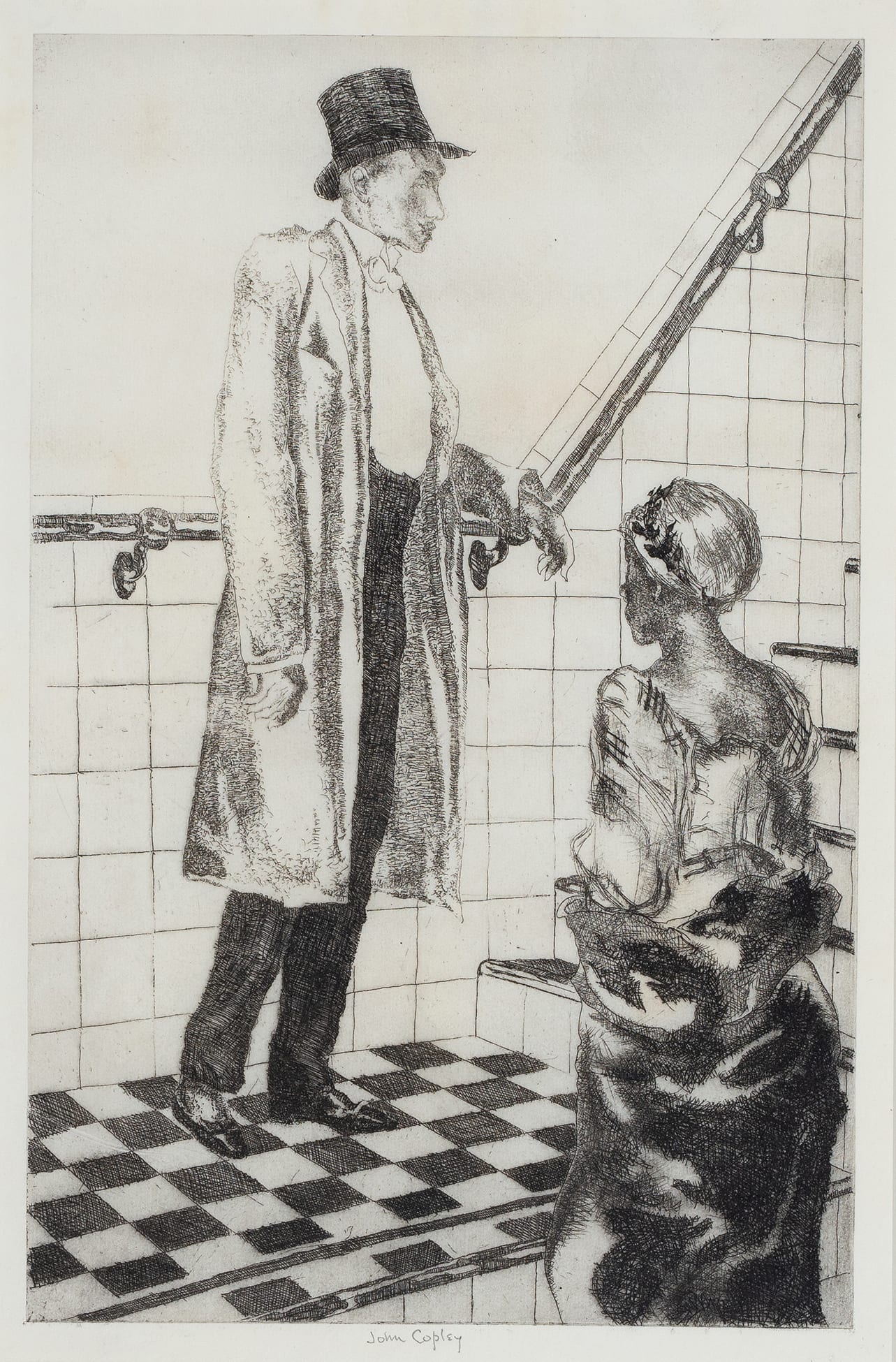
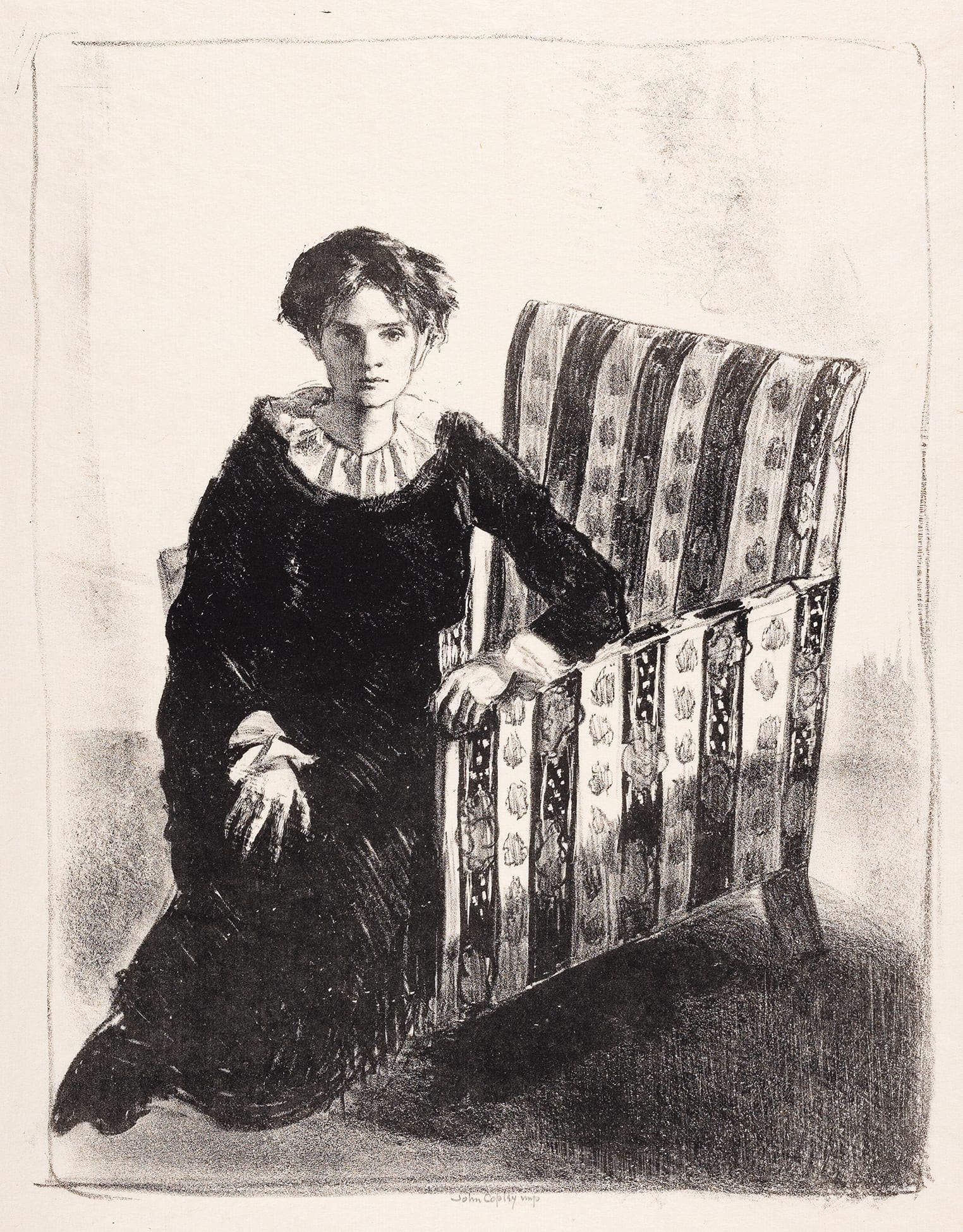
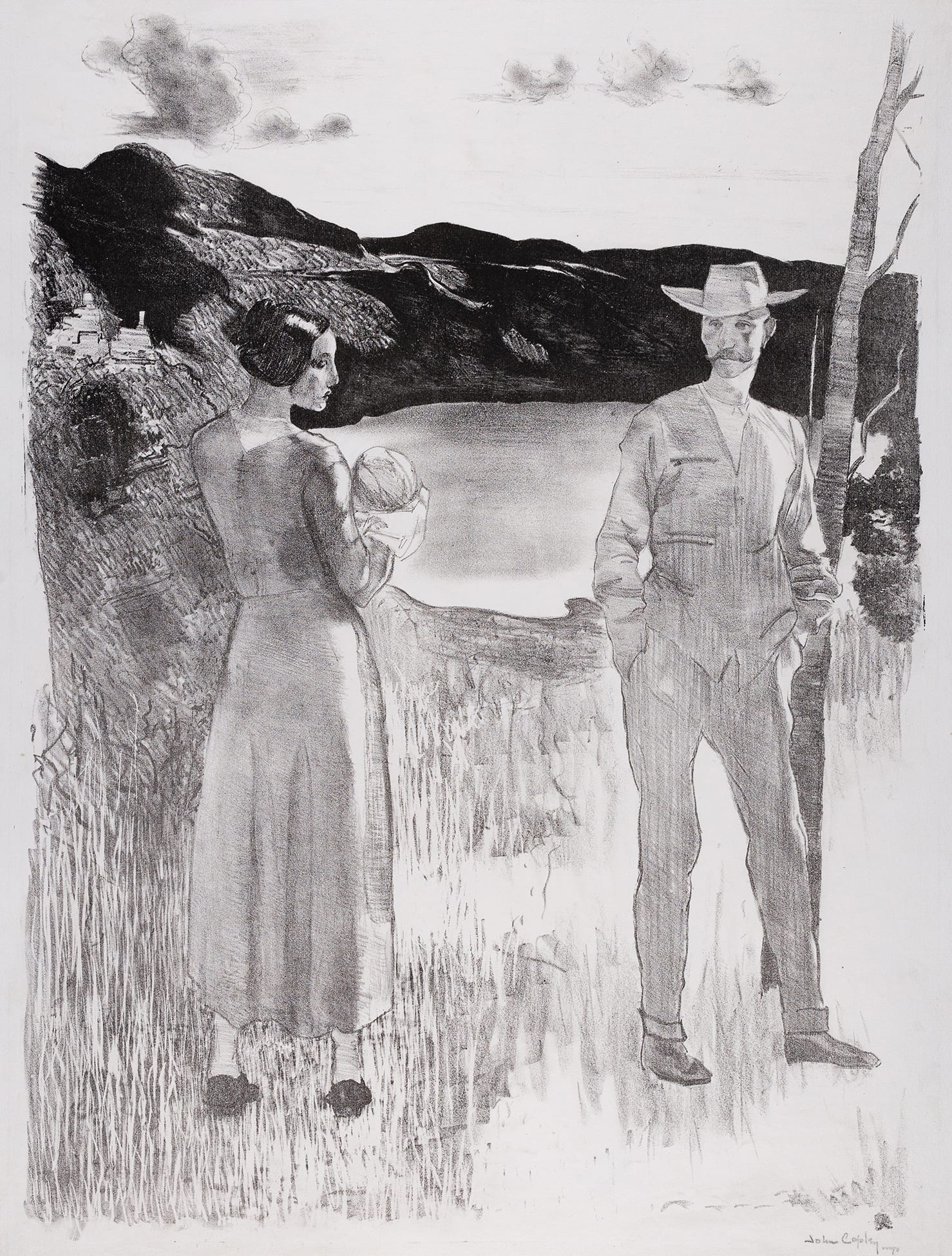